# مدينة زنجبار الحجرية
مدينة زنجبار الحجرية stone town (من الإنجليزية «مدينة الحجر») وتعرف أيضاً باسم Mkongwe Mji (تعني في اللغة السواحلية «المدينة القديمة») هي الجزء القديم من مدينة زنجبار، والمدينة الرئيسية في منطقة الحكم الذاتي لزنجبار، في تنزانيا. تقع على الساحل الغربي في جزيرة أونجوجا، الجزيرة الرئيسية في أرخبيل زنجبار. كانت سابقا هي العاصمة لسلطنة زنجبار. شكّلت مركز ازدهار لتجارة التوابل وكذلك تجارة الرقيق في القرن 19 . حافظت على أهميتها بوصفها المدينة الرئيسية في زنجبار خلال فترة من الحماية البريطانية وأصبحت عاصمة لجمهورية تنزانيا المتحدة والمقر الرئيسي لحكومتها بعد اتحاد تنجانيقا وزنجبار.
مدينة زنجبار الحجرية هي مدينة بارزة الأهمية التاريخية والفنية في شرق أفريقيا. يرجع تاريخ هندستها المعمارية، في الغالب إلى القرن 19، ويعكس التأثيرات المتنوعة التي تقوم عليها الثقافة السواحلية، مع مزيج فريد من الثقافات العربية والفارسية والهندية والأوروبية. لهذا السبب، أُدرجت المدينة في لائحة ا لتراث العالمي في عام 2000.

## الجغرافيا
تقع ستون تاون أو مدينة زنجبار الحجرية تقريبا في منتصف الساحل الغربي لجزيرة أنغوجا على نتوء خليجي يبرز في قناة زنجبار. ستون تاون هي الجزء القديم من مدينة زنجبار، والتي تضم أيضا «مدينة جديدة» تسمى بالسواحلية Ng'ambo («في الجانب الآخر»)

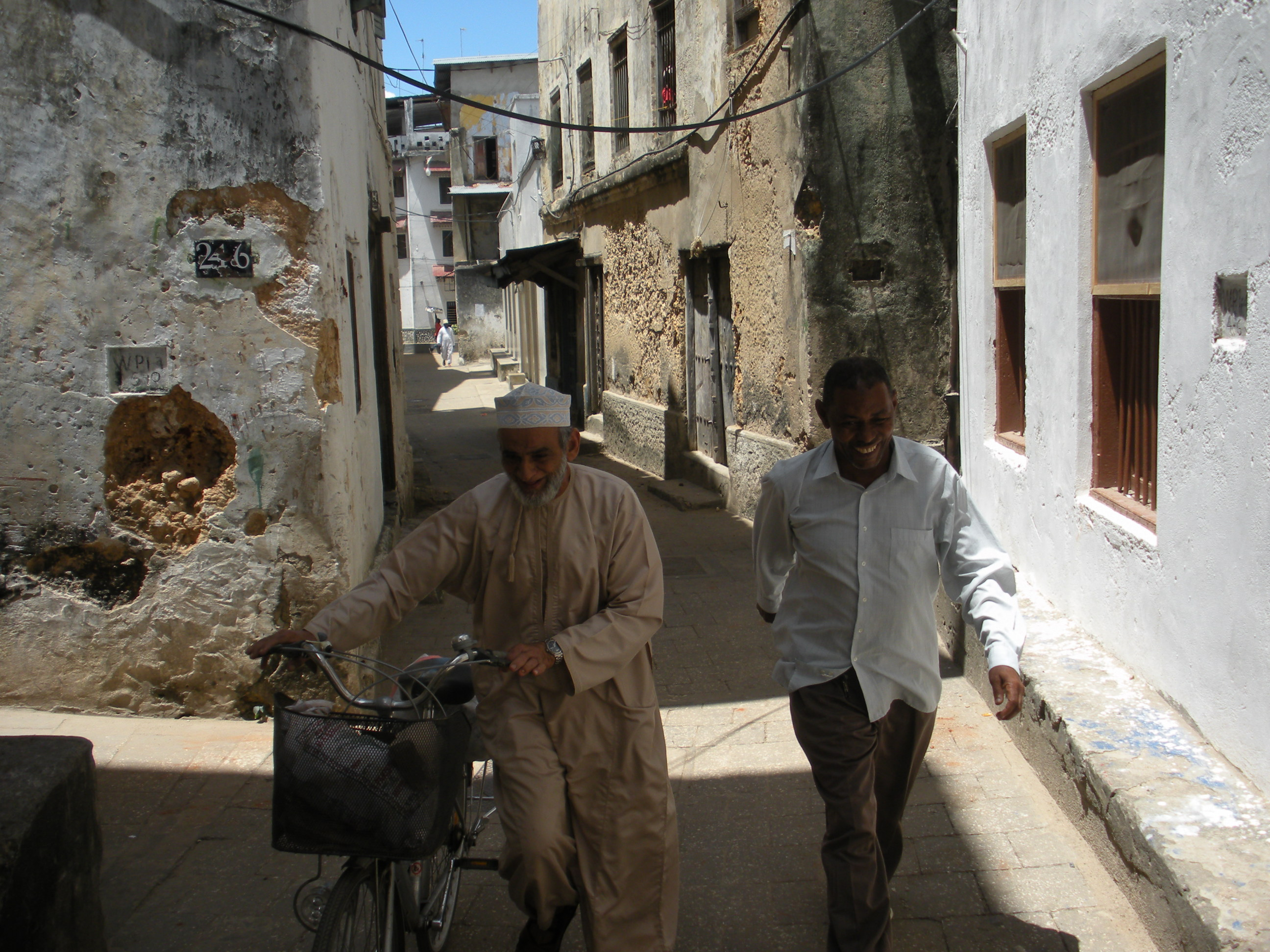
زقاق ضيق في زنجبار

## صور زنجبار

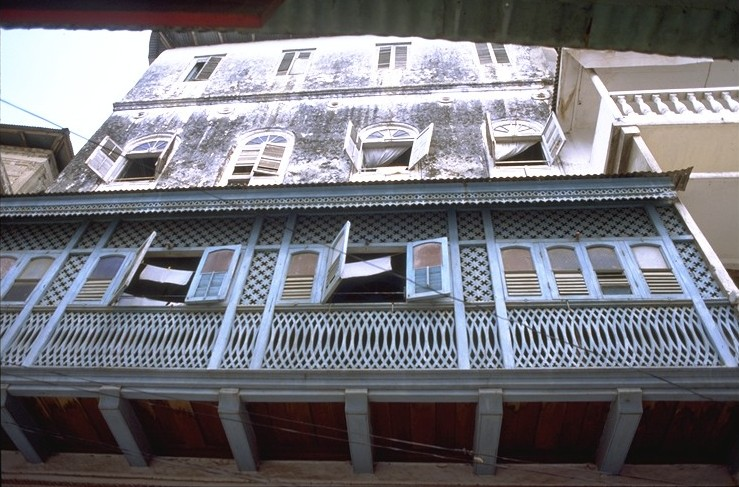
منزل قديم بشرفة.
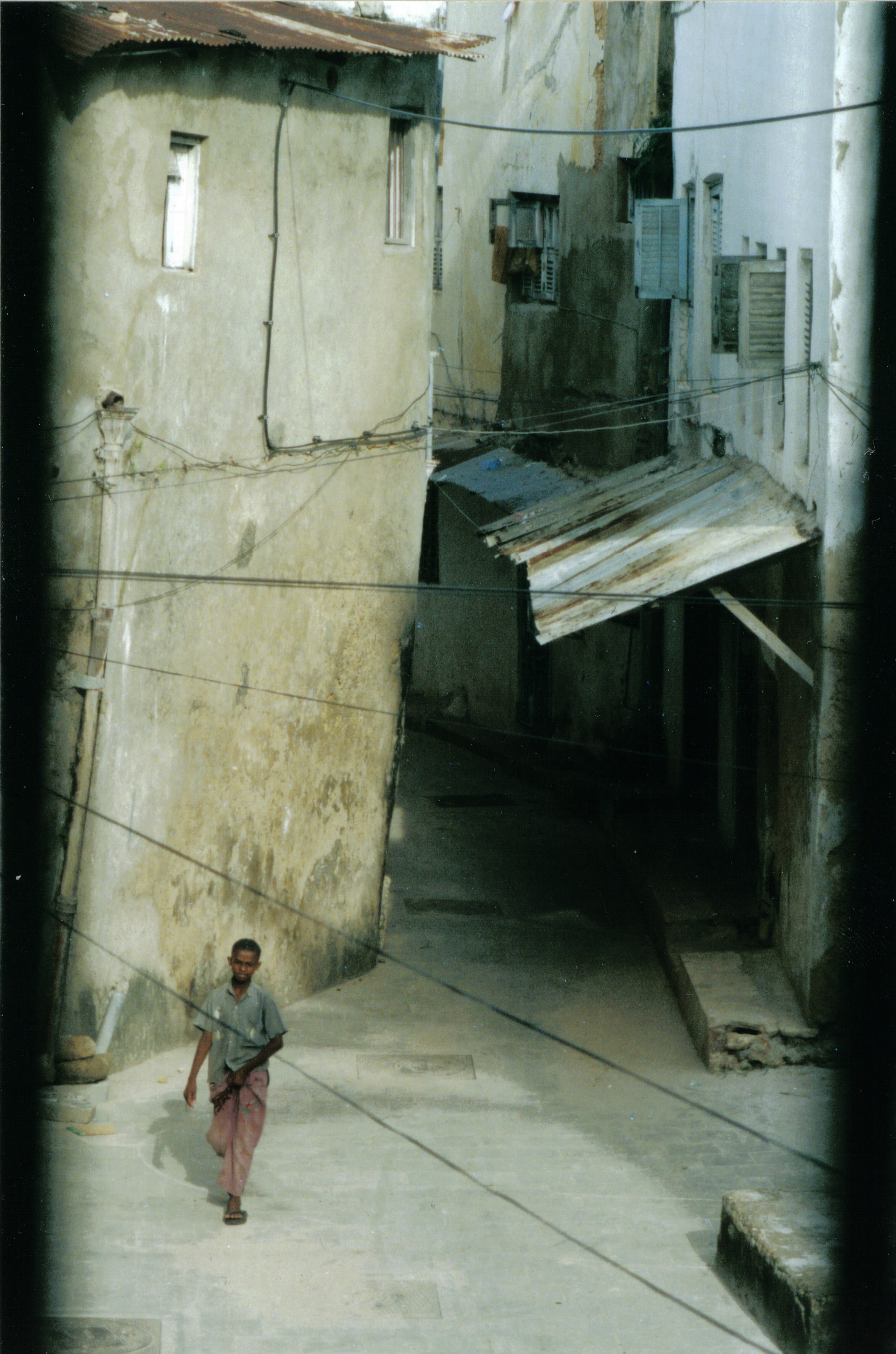
شارع (2002).
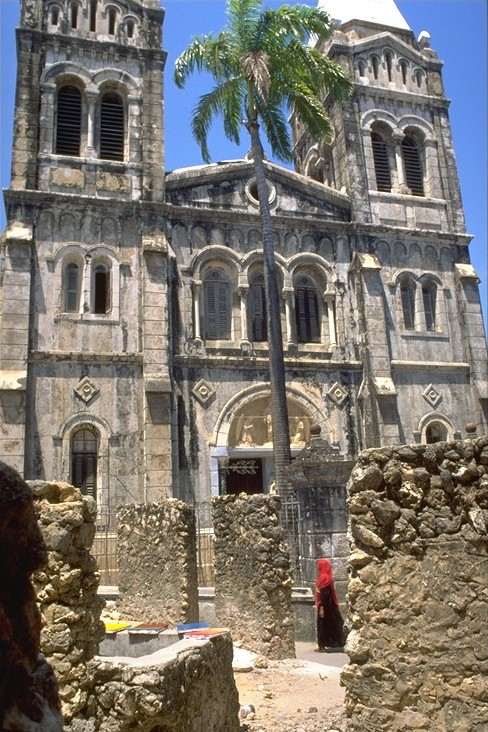
كاتدرائية القديس يوسف (جوزاف).
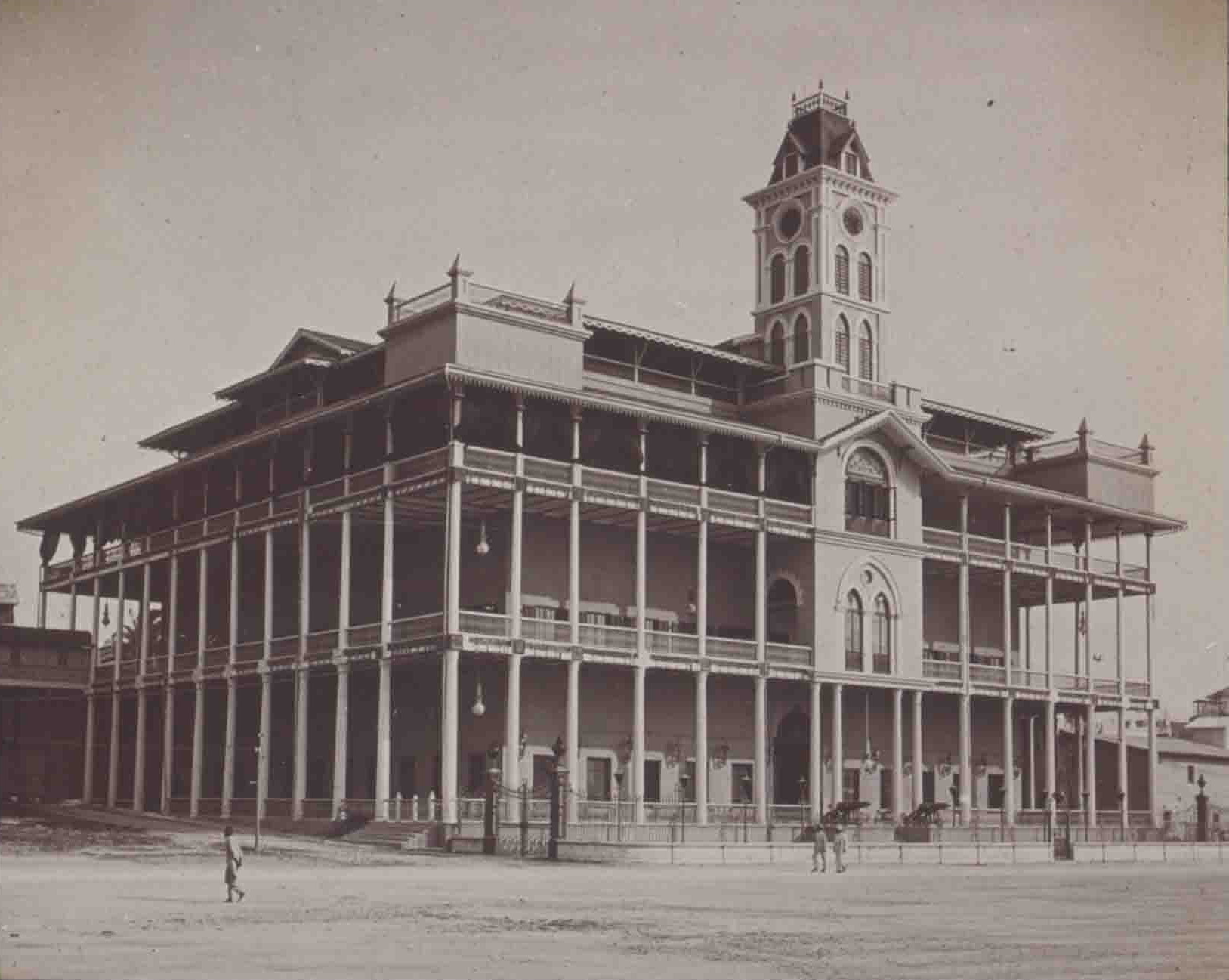
دار الأعاجيب.
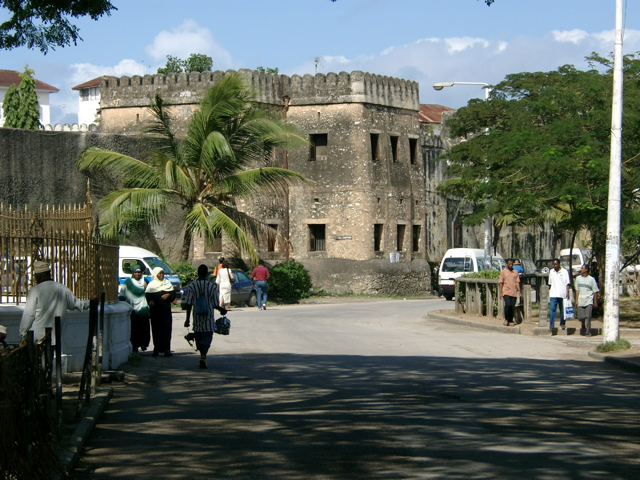
حصن زنجبار (2004).